# Agustín Gómez Pagóla
Pour les articles homonymes, voir Gomez.
Pour l’auteur français, voir Manex Pagola.
Agustín Gómez Pagóla, né le 18 novembre 1922 à Errenteria en Espagne et décédé le 16 novembre 1975 à Moscou en URSS, était un footballeur soviétique d'origine espagnole, qui évoluait au poste de défenseur.

## Biographie

### Jeunesse
Gómez est né dans le Pays basque en Espagne de parents espagnols, mais à l'âge de 15 ans, il fait partie d'un groupe de 1489 enfants qui ont été envoyés en URSS en 1937 par le gouvernement basque, pour échapper à la guerre civile espagnole, plus tard, il a acquis la nationalité soviétique.

### Carrière internationale
Il figure dans le groupe des sélectionnés lors des Jeux olympiques de 1952, sans jouer de match lors de cette compétition.

## Statistiques
| Saison                | Club                  | Championnat           | Championnat | Championnat | Coupe(s) nationale(s) | Coupe(s) nationale(s) | Total | Total |
| Saison                | Club                  | Division              | M.          | B.          | M.                    | B.                    | M.    | B.    |
| 1946                  | Krylia Sovetov Moscou | D1                    | 22          | 0           | 2                     | 0                     | 24    | 0     |
| Sous-total            | Sous-total            | Sous-total            | 22          | 0           | 2                     | 0                     | 24    | 0     |
| 1947                  | Torpedo Moscou        | D1                    | 23          | 0           | 4                     | 0                     | 27    | 0     |
| 1948                  | Torpedo Moscou        | D1                    | 26          | 0           | 4                     | 0                     | 30    | 0     |
| 1949                  | Torpedo Moscou        | D1                    | 24          | 0           | 5                     | 0                     | 29    | 0     |
| 1950                  | Torpedo Moscou        | D1                    | 36          | 0           | 2                     | 0                     | 38    | 0     |
| 1951                  | Torpedo Moscou        | D1                    | 24          | 0           | 2                     | 0                     | 26    | 0     |
| 1952                  | Torpedo Moscou        | D1                    | 10          | 0           | 7                     | 0                     | 17    | 0     |
| 1953                  | Torpedo Moscou        | D1                    | 20          | 0           | 2                     | 0                     | 22    | 0     |
| 1954                  | Torpedo Moscou        | D1                    | -           | -           | -                     | -                     | 0     | 0     |
| 1955                  | Torpedo Moscou        | D1                    | 6           | 0           | -                     | -                     | 6     | 0     |
| 1956                  | Torpedo Moscou        | D1                    | 14          | 0           | -                     | -                     | 14    | 0     |
| Sous-total            | Sous-total            | Sous-total            | 183         | 0           | 26                    | 0                     | 209   | 0     |
| Total sur la carrière | Total sur la carrière | Total sur la carrière | 205         | 0           | 28                    | 0                     | 233   | 0     |

## Palmarès
Torpedo Moscou
- Vainqueur de la Coupe d'Union soviétique en 1949 et 1952.